# Rhus dissecta
Rhus dissecta là một loài thực vật có hoa trong họ Đào lộn hột. Loài này được Thunb. miêu tả khoa học đầu tiên.